# Naloty na Tokio
Naloty na Tokio – amerykańskie naloty na stolicę Cesarstwa Wielkiej Japonii w latach 1944–1945 podczas działań wojennych na Pacyfiku, w czasie II wojny światowej.

## Historia
Pierwszym, symbolicznym nalotem amerykańskiego lotnictwa na terytorium Japonii był tzw. Rajd Doolittle’a z kwietnia 1942 roku, ale regularna kampania lotnicza nad Wyspami Japońskimi mogła się rozpocząć dopiero dwa lata później, po zdobyciu lotnisk na Marianach.
24 listopada 1944 roku 88 jednostek United States Army Air Forces zaatakowało miasto, ponieważ jednak bomby zrzucano z wysokości 10 kilometrów, tylko 10% z nich trafiło w zaplanowane cele. 

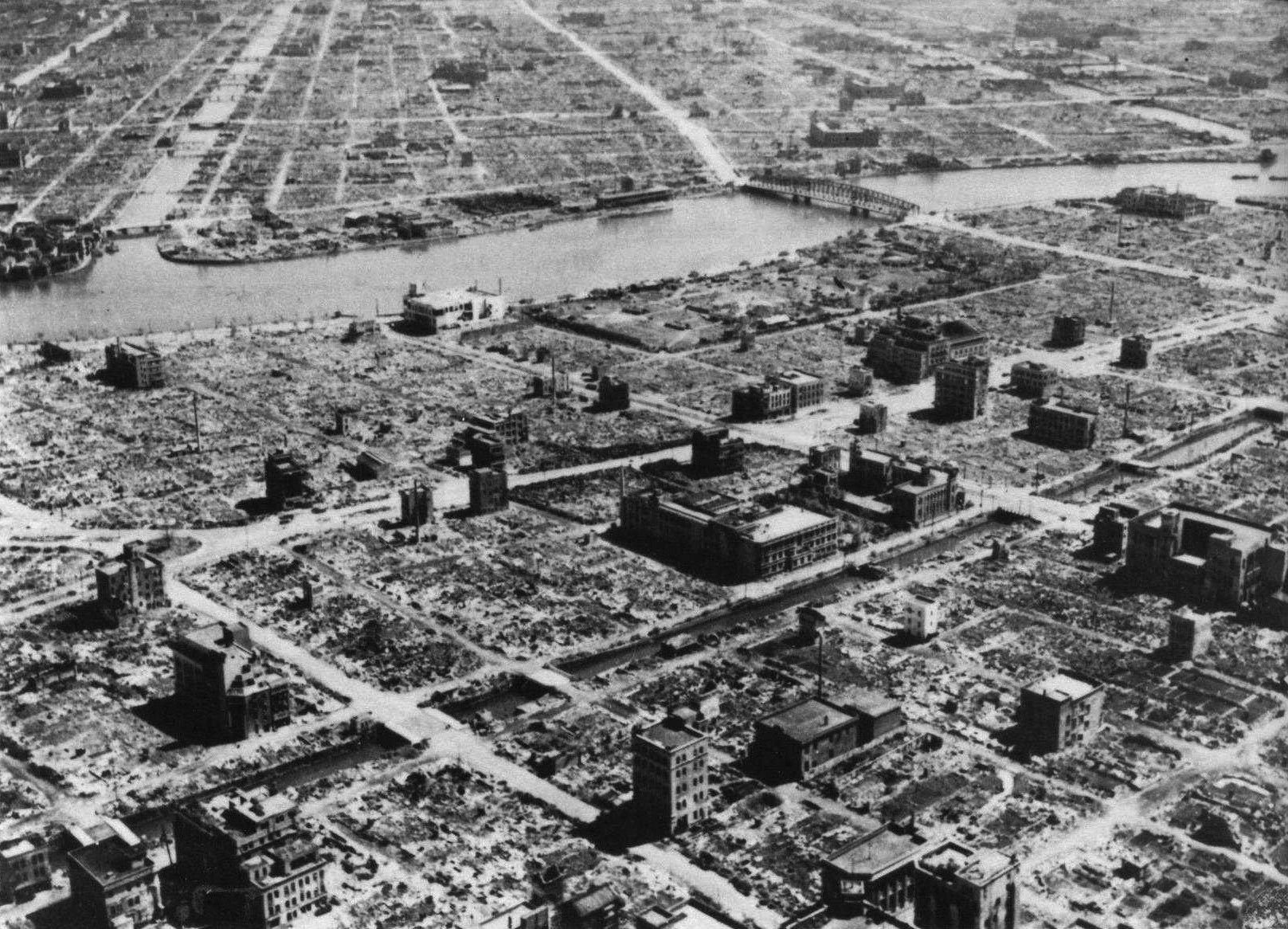
Tokio 10 marca 1945 roku po największym nalocie

W nocy z 23 na 24 lutego 1945 na Tokio spadły pierwsze bomby zapalające, niszcząc nieco ponad 2 km² miasta. Największy i najbardziej niszczycielski nalot miał miejsce 9/10 marca 1945, kiedy to 334 samoloty B-29 zaatakowały w nocnym nalocie dywanowym, zrzucając na miasto 1667 ton bomb zapalających (ładunek na cel zrzuciło tylko 279 maszyn). Drewniana zabudowa szybko zajęła się ogniem. W wyniku burzy ogniowej spłonęło blisko 277 tysięcy budynków. Według danych japońskich, zależnie od ich źródła, zginęło od 72 489 do 83 792 ludzi, czyli więcej niż w ataku atomowym na Hiroszimę. Są źródła mówiące nawet o 120 tysiącach ofiar. Operacja nosiła kryptonim „Meetinghouse”.